# بیمارستان فاطمی قم
بیمارستان فاطمی قم مربوط به دوره پهلوی اول است و در قم، ضلع جنوبی خیابان معلم، جنب مدرسه حکیم نظامی یا همان امام صادق فعلی واقع شده و این اثر در تاریخ ۲۴ اسفند ۱۳۸۳ با شمارهٔ ثبت ۱۱۵۰۵ به‌عنوان یکی از آثار ملی ایران به ثبت رسیده است. متاسفانه بخش اصلی این بیمارستان به دلیل خیابان کشی تخریب شده و اکنون میدان روح الله به جای آن واقع است